# Monica Ungureanuová
Monica Ungureanuová (rumunsky Monica Ungureanu), (* 9. ledna 1988 v Craiove, Rumunsko) je rumunská zápasnice – judistka.

## Sportovní kariéra
S judem začala v 11 letech v rodné Krajové. Připravuje se v Bukurešti v policejním klubu Dinamo pod vedením Florina Berceanu a Simony Richterové. V reprezentaci se v silné konkurenci rumunských ženských lehkých vah dlouho neuměla prosadit. Poprvé začala na sebe upozorňovat v superlehké váze v roce 2014 v 26 letech. V roce 2016 se kvalfikovala na olympijské hry v Riu, ale její snažení skončilo hned v prvním kole na Belgičance Charline Van Snickové.

### Vítězství
- 2014 - 2x světový pohár (Záhřeb, Čching-tao)
- 2015 - 2x světový pohár (Baku, Kluž)
- 2016 - 1x světový pohár (Tbilisi)

## Výsledky
| Olympijské hry     | —  |     |     |    | — |     |   |     | — |     |     |     | úč. |    |  |  |  |  |  |  |  |  |  |  |  |  |  |
| Mistrovství světa  |    | —   |     | —  |   | —   | — | —   |   | úč. | úč. | 7.  |     |    |  |  |  |  |  |  |  |  |  |  |  |  |  |
| Evropské hry       |    |     |     |    |   |     |   |     |   |     |     | úč. |     |    |  |  |  |  |  |  |  |  |  |  |  |  |  |
| Mistrovství Evropy | —  | —   | —   | —  | — | —   | — | úč. | — | úč. | —   | úč. | 3.  | 3. |  |  |  |  |  |  |  |  |  |  |  |  |  |
| ME do 23 let       | —  | —   | —   | —  | — | úč. | — |     |   |     |     |     |     |    |  |  |  |  |  |  |  |  |  |  |  |  |  |
| MS juniorů         | —  |     | úč. |    |   |     |   |     |   |     |     |     |     |    |  |  |  |  |  |  |  |  |  |  |  |  |  |
| ME juniorů         | —  | úč. | 3.  | 5. |   |     |   |     |   |     |     |     |     |    |  |  |  |  |  |  |  |  |  |  |  |  |  |
| ME dorostenců      | 3. |     |     |    |   |     |   |     |   |     |     |     |     |    |  |  |  |  |  |  |  |  |  |  |  |  |  |